# Lastrilla
Lastrilla es una localidad y también una pedanía del municipio español de Pomar de Valdivia en la provincia de Palencia, en la comunidad autónoma de Castilla y León, España. Constituye un exclave palentino dentro de Cantabria.

## Geografía
Enclavado en la comarca cántabra de Valderredible, su altitud es de 756 m s. n. m. y está situado 13 km al nordeste de la capital del municipio. Sus aguas vierten al río Mardancho, afluente del Ebro.

## Historia
La localidad pertenece a Palencia porque en la Edad Media perteneció al monasterio de Santa María la Real, por lo que en la división provincial se integró en esta provincia y no en Cantabria, en donde está situado. 
A la caída del Antiguo Régimen la localidad se constituye en municipio constitucional que en el censo de 1842 contaba con 4 hogares y 16 vecinos, para posteriormente integrarse en Villarén de Valdivia.

## Patrimonio
Iglesia católica de Santiago Apóstol, situada al borde del núcleo, al final de la calle Real. Templo de una sola nave que conserva elementos de su primitiva fábrica románica: portada y arco de medio punto decorado.

## Demografía

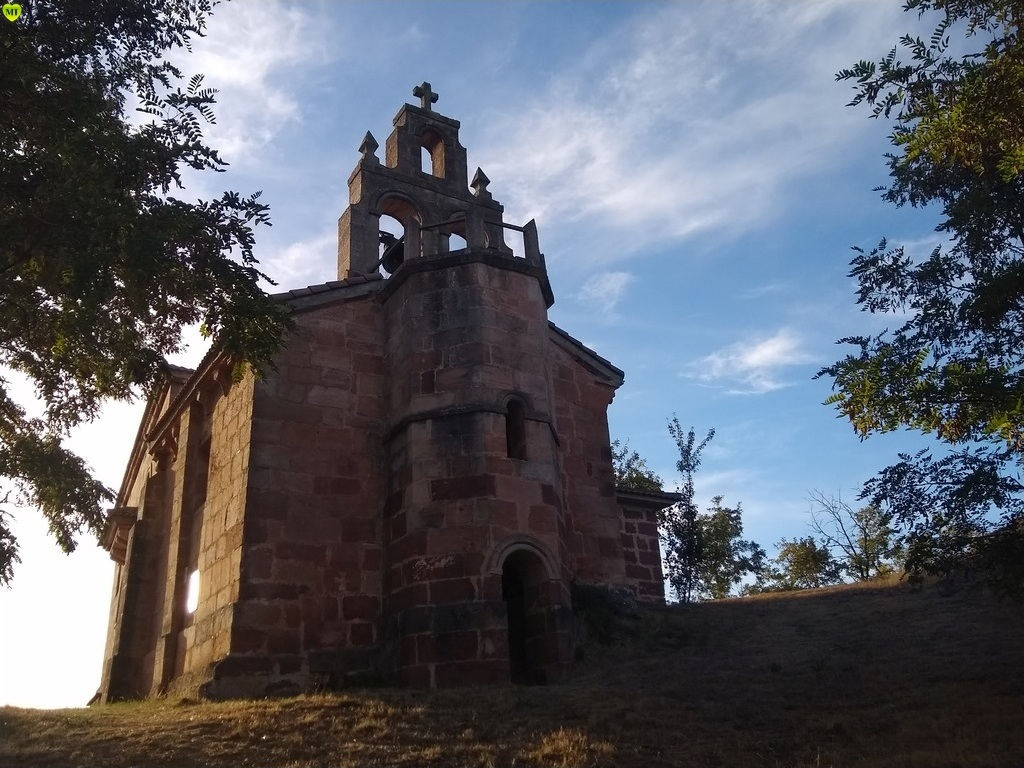
Iglesia de Santiago Apóstol

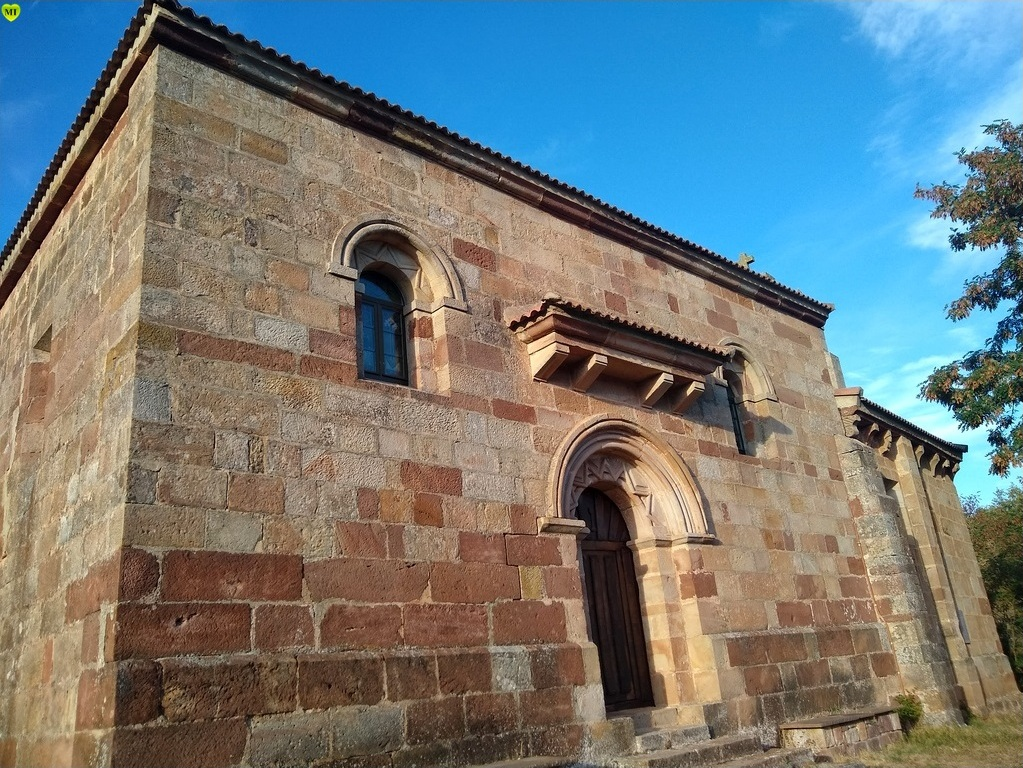
Iglesia de Santiago Apóstol

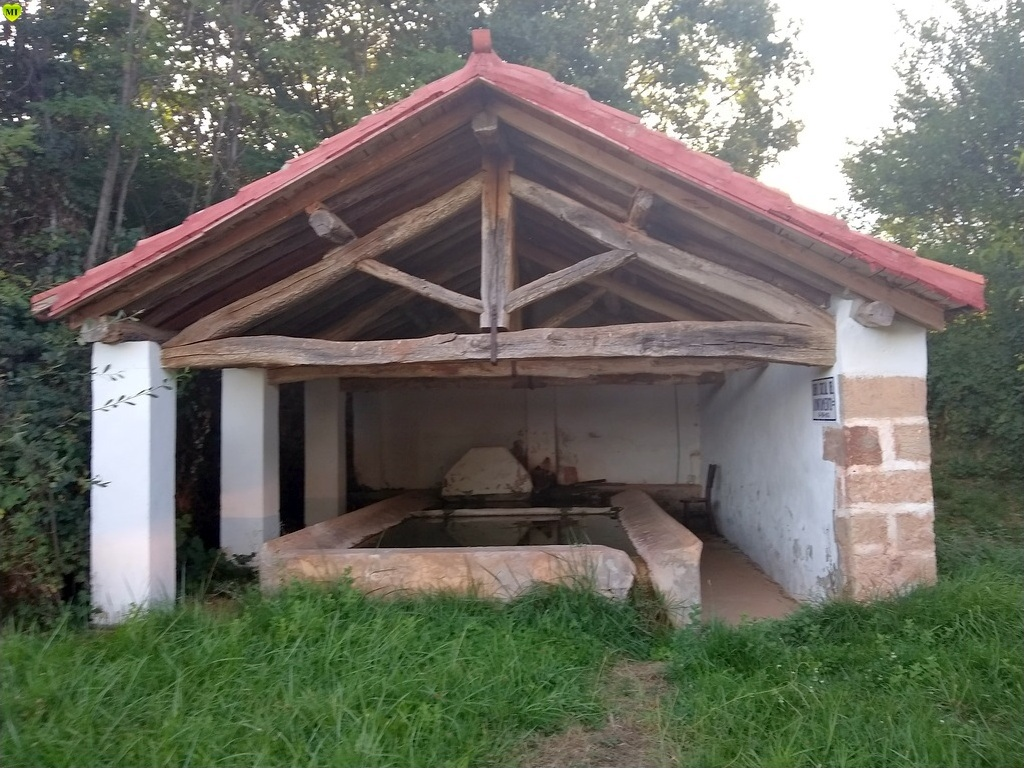
Lavadero

Evolución de la población en el siglo XXI
| Gráfica de evolución demográfica de Lastrilla entre 2000 y 2020    |
|                                                                    |
| Población de derecho (2000-2020) según el padrón municipal del INE |